# Funcția zeta Artin–Mazur
În matematică funcția zeta Artin–Mazur este o funcție utilizată pentru a studia funcțiile iterate care apar în sistemele dinamice și în fractali. Este numită astfel după matematicienii Michael Artin și Barry Mazur.
Este definită printr-o funcție {\displaystyle f} sub formă de serie de puteri
{\displaystyle \zeta _{f}(z)=\exp \left(\sum _{n=1}^{\infty }{\bigl |}\operatorname {Fix} (f^{n}){\bigr |}{\frac {z^{n}}{n}}\right),}
unde {\displaystyle \operatorname {Fix} (f^{n})} este mulțimea de puncte fixe a celei de a {\displaystyle n}-a iterație a funcției {\displaystyle f}, iar {\displaystyle |\operatorname {Fix} (f^{n})|} este numărul de puncte fixe (adică cardinalitatea acelei mulțimi).
Funcția zeta este definită numai dacă mulțimea de puncte fixe este finită pentru fiecare {\displaystyle n}. Această definiție este formală prin faptul că seria nu are întotdeauna o rază de convergență⁠(d) pozitivă.
Funcția zeta Artin–Mazur este invariantă față de conjugarea topologică.

## Funcții analoage
Funcția zeta Artin–Mazur este formal similară cu funcția zeta locală, când un difeomorfism pe o varietate compactă înlocuiește aplicațiile de tip Frobenius ale unei varietăți algebrice⁠(d) peste un corp finit.
Funcția zeta Ihara a unui graf poate fi dată ca un exemplu de funcție zeta Artin–Mazur.